# Schödelshöhe
Schödelshöhe ist ein Gemeindeteil der Gemeinde Konradsreuth im Landkreis Hof (Oberfranken, Bayern). Schödelshöhe liegt in der Gemarkung Föhrenreuth.

## Geografie
Der Weiler besteht aus vier Einzelsiedlungen, die unmittelbar linker und rechter Hand an der Bundesautobahn 9 liegen. Die Kreisstraße HO 7 führt nach Leupoldsgrün zur Staatsstraße 2693 (1,1 km nördlich) bzw. nach Berg (1,7 km südöstlich). Eine Gemeindeverbindungsstraße führt nach Föhrenreuth (1,1 km nordöstlich). Ein Anliegerweg führt nach Walburgisreuth (0,6 km südlich).

## Geschichte
Von 1797 bis 1810 unterstand Schödelshöhe dem Justiz- und Kammeramt Hof. Infolge des Ersten Gemeindeedikts wurde Schödelshöhe dem 1812 gebildeten Steuerdistrikt Konradsreuth und der zugleich entstandenen Ruralgemeinde Föhrenreuth zugewiesen. Im Zuge der Gebietsreform in Bayern wurde Schödelshöhe am 1. Januar 1972 nach Konradsreuth eingemeindet.

### Einwohnerentwicklung
| Jahr      | 1861  | 1871  | 1885  | 1900   | 1925   | 1950   | 1961   | 1970   | 1987   | 2025  |
| Einwohner | 14    | 17    | 22    | 15     | 15     | 36     | 27     | 35     | 24     | 6     |
| Häuser    |       |       | 4     | 3      | 3      | 6      | 6      |        | 9      |       |
| Quelle    | [ 7 ] | [ 8 ] | [ 9 ] | [ 10 ] | [ 11 ] | [ 12 ] | [ 13 ] | [ 14 ] | [ 15 ] | [ 1 ] |

## Religion
Schödelshöhe ist evangelisch-lutherisch geprägt und bis heute nach Leupoldsgrün gepfarrt.